# یو. آن. مهتا
یو. آن. مهتا (انگلیسی: U. N. Mehta؛ ۱۹۲۳ – ۱۹۹۸) کارآفرین اهل هند بود، که در سال ۱۹۵۹ شرکت تورنت فارما را تأسیس کرد.